# Pickmans Modell

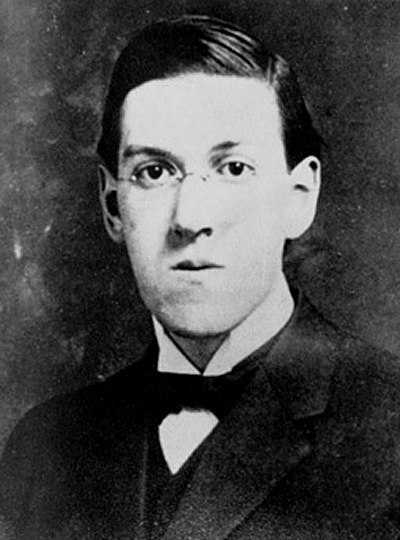
H. P. Lovecraft, Fotografie aus dem Jahre 1915

Pickmans Modell (Originaltitel: Pickman’s Model) ist der Titel einer Kurzgeschichte des amerikanischen Schriftstellers H. P. Lovecraft. Das 1926 geschriebene Werk wurde ein Jahr später in der Zeitschrift Weird Tales veröffentlicht und 1939 in den Sammelband The Outsider and Others aufgenommen, mit dem die Geschichte des Verlages Arkham House begann.
Eine deutsche Übersetzung von H. C. Artmann erschien 1972 im 19. Band der Phantastischen Bibliothek sowie in Band 9 der ab 1972 herausgegebenen Reihe Luther’s Grusel-Magazin.
Die unheimliche und für den Autor recht erfolgreiche Erzählung gehört zur Gattung phantastischer Horrorgeschichten und handelt von einem Maler namens Pickman, dessen grauenvolle Bilder für Aufsehen, Befremden und Ablehnung sorgten und der spurlos verschwunden ist.

## Inhalt

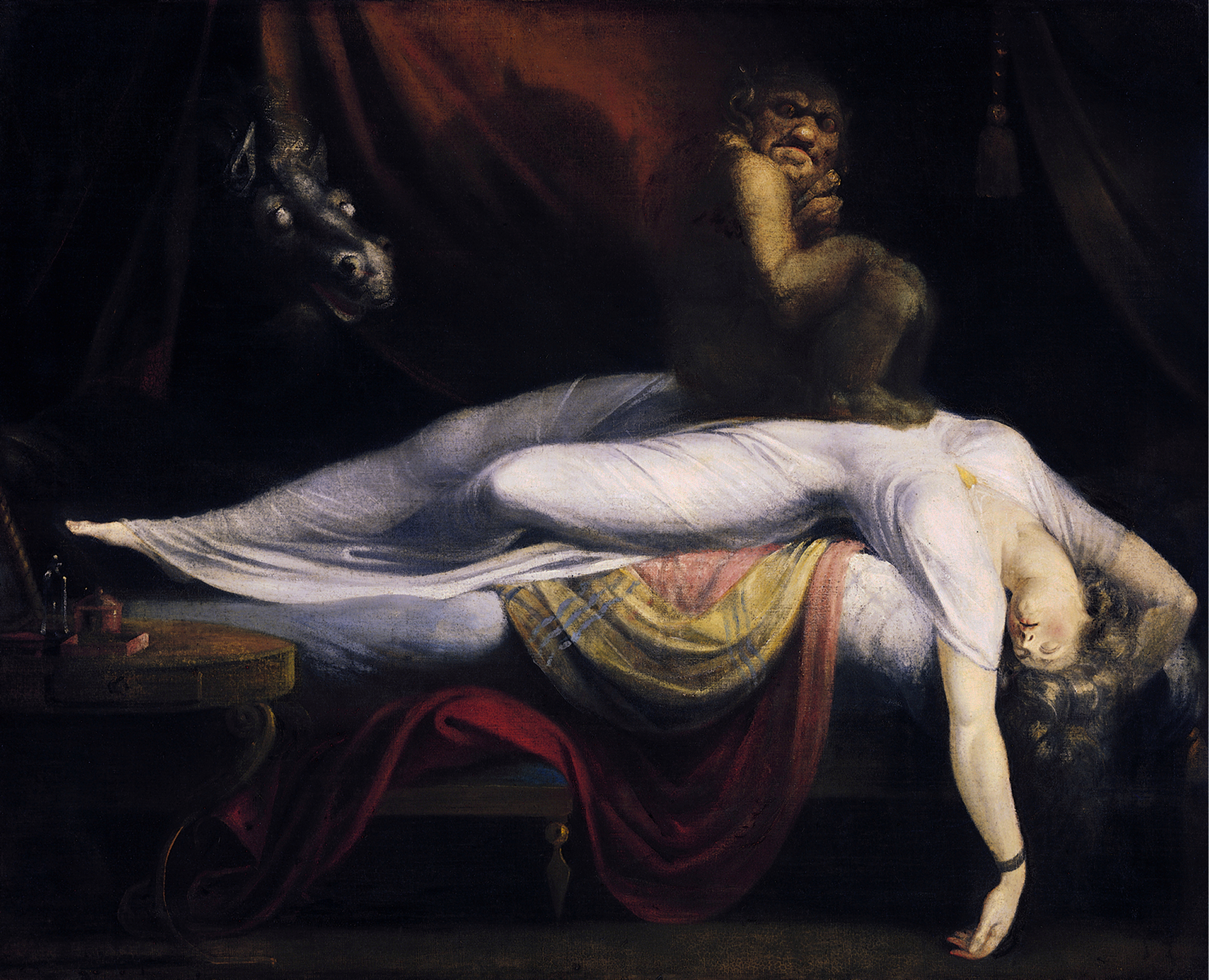
Der Nachtmahr, Johann Heinrich Füssli

Die Geschichte spielt in Boston. Aus der Ich-Perspektive berichtet der Erzähler Thurber in häufig umgangssprachlicher Weise von beunruhigenden Erlebnissen mit Pickman, die ihn selbst zerrüttet haben. 
Zu Anfang des langen Monologs erklärt und rechtfertigt er gegenüber Eliot seine Abneigung, U-Bahnen zu benutzen, und erklärt, er würde sich weigern, die Polizei zur abgelegenen Wohnung des Malers zu führen, an deren Lage er sich ohnehin nur dunkel erinnere. Dort habe er „irgendein Ding“ gesehen – und könne seitdem auch keine Keller mehr betreten.
In letzter Zeit besucht Thurber den genial begabten, wenn auch morbid veranlagten Künstler immer häufiger. Stundenlang lauscht er den philosophischen Spekulationen, die abseitig genug sind, ihn ins „Irrenhaus“ einliefern zu lassen. Er erfährt, dass eine Urahnin Pickmans im Verlauf der Hexenprozesse von Salem gehängt wurde und Cotton Mather „mit salbungsvoller Miene“ dabei zusah.
Thurber, der Pickman für einen „durch und durch genaue(n), ja fast wissenschaftlich vorgehenden Realisten“ hält, spricht von den „wahren Künstlern“ des Makaberen, Francisco de Goya, Gustave Doré und Johann Heinrich Füssli, dessen Nachtmahre einen erschauern lassen, und vergleicht sie mit Pickman: „Es hat seit Goya wohl keinen anderen Maler gegeben, der es vermocht hätte, in ein Antliz den Ausdruck der schieren Hölle zu setzen.“
Das Bild „Ghoule beim Fraß“ sei ein fortschrittliches Werk, das vom Museum of Fine Arts hingegen nicht angenommen worden sei.

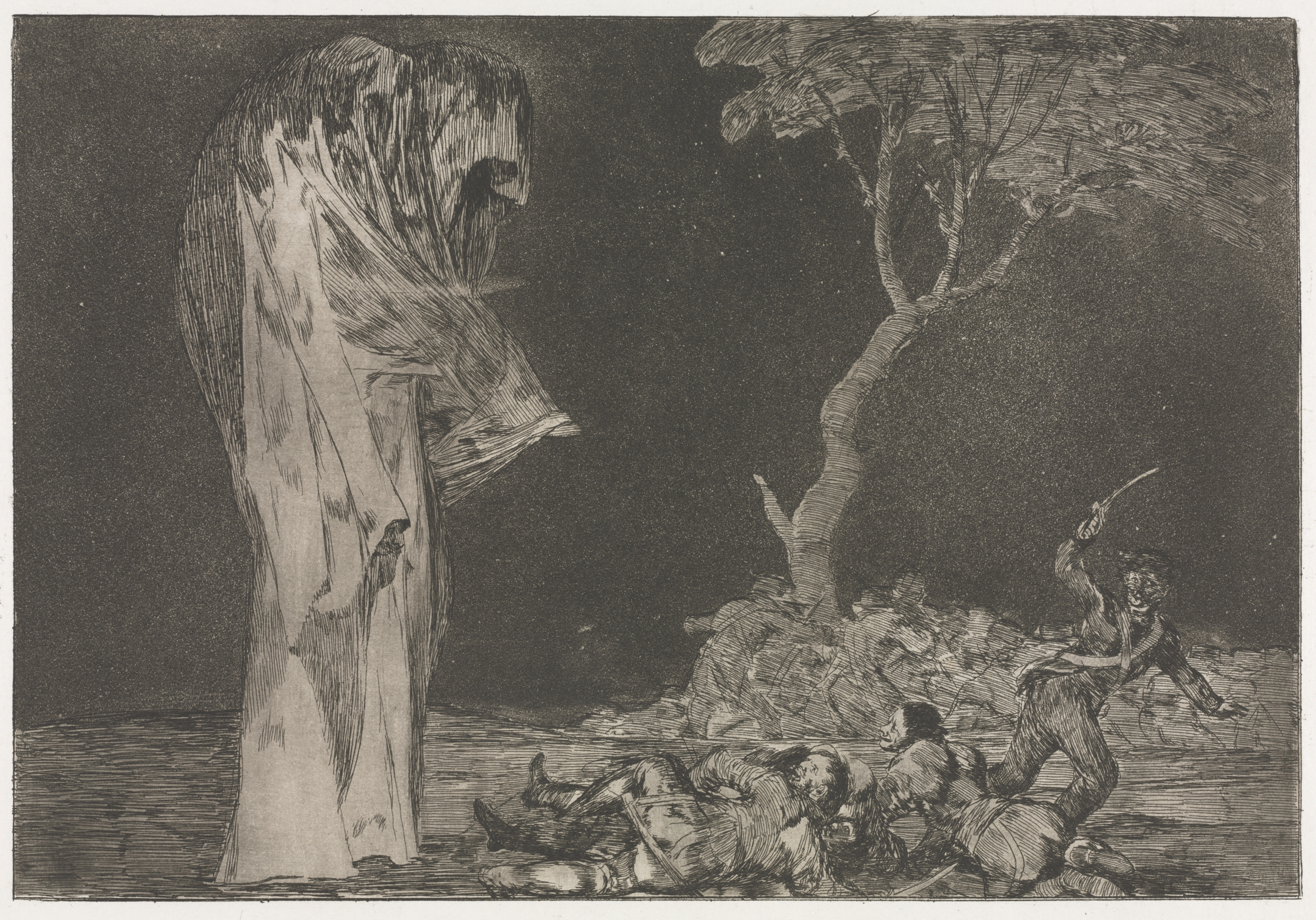
Aus Disparates: Torheit der Furcht, Francisco de Goya

Einige Zeit später führt Pickman den Erzähler im Halbdunkel durch ein Gewirr verfallener Gassen von North End zu einem abgelegenen Haus, in dessen Keller er seine Visionen malt, weil dort die Atmosphäre am dichtesten sei. Die Gestalten der Bilder sind grauenvoll: „Die ungeheure Abscheulichkeit, dieser namenlos seelenzermürbende Leichengestank… diese krankhafte pervertierte Phantasie ist mit menschlichen Worten nicht zu schildern.“
Eine Studie heißt „Unfall in der Untergrundbahn“ und zeigt ein wimmelndes Rudel von Monstern, das aus einer Spalte nach oben kriecht und sich über den Bahnsteig ausbreitet, um die Fahrgäste zu verschlingen. Um Thurber sein eigentliches Atelier zu zeigen, führt ihn der Maler in den Kellerraum, in dem sich ein Brunnen aus dem 17. Jahrhundert befindet, und zeigt ihm einige noch unvollendete Bilder, die ebenfalls entsetzlich sind. Jäh enthüllt er ein Gemälde, auf dem eine höllische Vision zu sehen ist, die den Erzähler aufschreien lässt: „Eine grausenhafte Blasphemie, … ein verbotenes Ungeheuer“, das den Kopf eines Menschen verschlingt, wie ein „Kind, das sich an einer Zuckerstange gütlich tut.“
Plötzlich scheint es, als lausche der Maler gespannt und ängstige sich. Er zieht einen Revolver, verlässt den Raum und lässt Thurber zurück, der ein Quieken und Scharren hört und an riesenhafte Ratten denken muss. Kurz darauf vernimmt er ein seltsames Geklapper, einen unverständlichen Wortschwall und sechs Revolverschüsse, mit denen der bald zurückkehrende Pickman aufgedunsene Ratten vertrieben haben will. Die beiden trennen sich. 
Später findet Thurber eine alte Fotografie, die er bei Pickman unwillkürlich eingesteckt hat und die der Grund ist, warum er nicht mehr mit ihm sprechen will. Das Foto zeigt eben jene menschenverschlingende Kreatur – hier aber als wirkliches Modell, da es „eine Blitzlichtaufnahme nach dem Leben…“ ist.

## Hintergrund und Weltbild

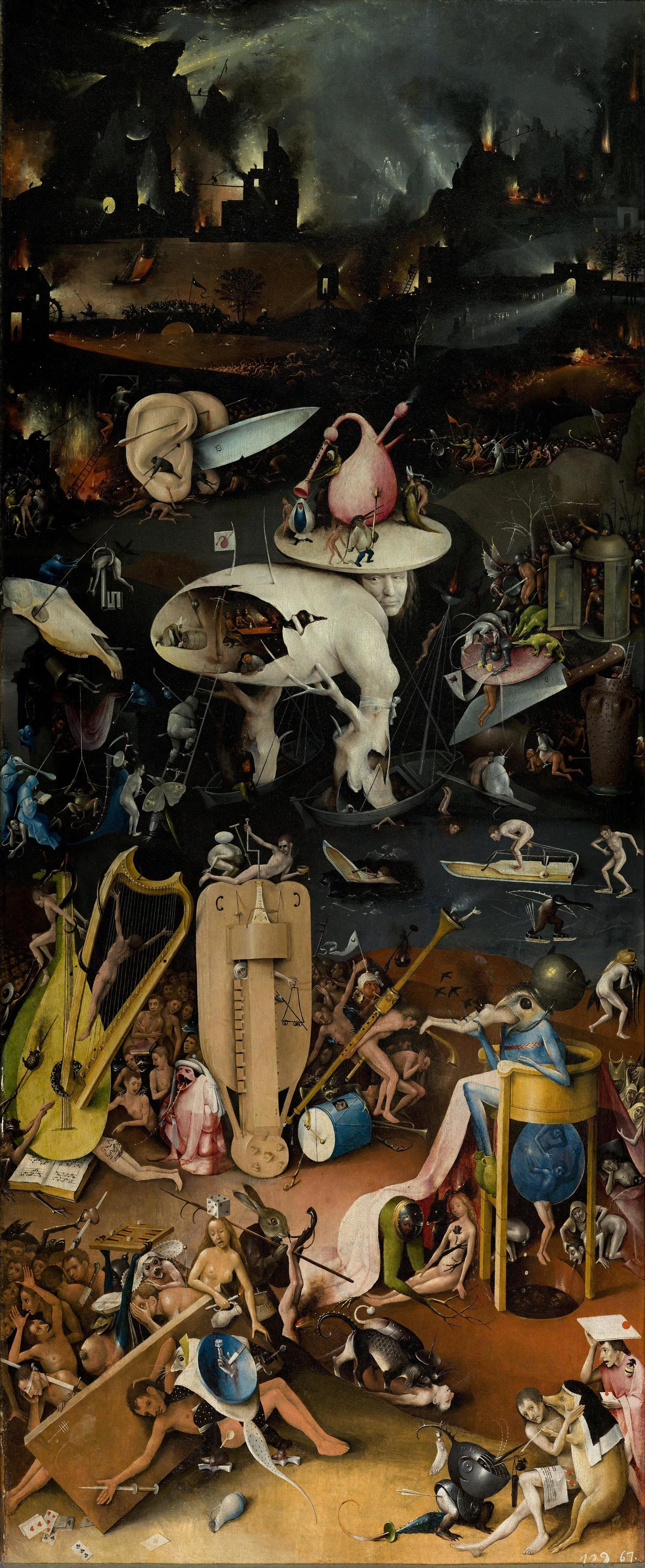
Triptychon Der Garten der Lüste, rechte Tafel (Innenseite): Die Hölle

Neben Chemie, Astronomie und anderen Naturwissenschaften war Lovecraft auch an Bildender Kunst interessiert. Frank Belknap Long beschreibt, wie sehr die Malerei ihn seit der Jugend beeindruckte und später, neben ständiger Lektüre, die Ausformung des Cthulhu-Mythos beeinflusste. Ohne seine Vertrautheit mit der unheimlichen Malerei des 19. Jahrhunderts wären seine Erzählungen zwar immer noch gut gewesen, hätten aber die düsteren Regionen nicht derart plastisch ausmalen und die Schrecken nicht so intensiv heraufbeschwören können. Long glaubt, dass Lovecraft neben Goya vermutlich auch die düsteren Visionen eines Hieronymus Bosch vorgeschwebt haben – Menschen mit Tierköpfen, aus Eiern schlüpfende Ungeheuer, Kobolde mit scharfen Zähnen und andere widerliche Kreaturen –, als er einige von Pickmans Monstern imaginierte.
Den mythologischen Hintergrund seiner Geschichten gab Lovecraft selbst an: Sie alle hätten das legendäre oder sagenhafte Fundament, die Erde sei „einst von einer anderen Rasse bewohnt…, die bei der Ausübung schwarzer Magie stürzte und vertrieben wurde, aber draußen weiterlebt, jederzeit bereit, diese Erde wieder in Besitz zu nehmen.“
Lovecraft vertrat ein mechanistisches und deterministisches Weltbild, das sich aus zwei wesentlichen Elementen zusammensetzte: Er begriff das Universum als ein von ewigen Gesetzen regiertes System, in dem alles kausal verbunden ist, so dass es weder Zufall noch einen freien Willen geben kann. Das Dasein war für ihn materieller Natur. Nichtstoffliche Entitäten wie die Seele oder der Geist seien unmöglich. Die mit dem Namen Albert Einstein verbundene Anschauung, Materie als Form der Energie zu begreifen, widersprach dem nicht, sondern war für ihn „die Trumpfkarte des Materialismus, zeige sich doch, dass Materie … in Wirklichkeit genau das ist, wofür man den Geist immer hielt.“ Dies führte ihn auch zur Aufgabe jeglicher Religion, die für ihn mit wissenschaftlichen Grundsätzen nicht mehr erklärbar erschien.
In seinem Essay Supernatural Horror in Literature differenzierte Lovecraft in der Vorbemerkung zwischen unterschiedlichen Formen des Unheimlichen. Ausgehend von seiner Grundannahme, die stärkste und älteste Form menschlicher Angst sei die vor den Unbekannten, arbeitete er die Bestandteile des „kosmischen Grauens“ heraus, mit denen er andere, konventionelle Gespenstergeschichten abgrenzte. „Die wahre unheimliche Geschichte enthält mehr als nur heimlichen Mord … Eine gewisse Atmosphäre atemloser und unerklärlicher Furcht vor äußeren, unbekannten Kräften muß präsent sein … eine unheilvolle und spezielle Aufhebung oder Unterwerfung jener festen Naturgesetze, welche unsere einzige Sicherheit vor den Angriffen des Chaos und der Dämonen des unerforschten Weltalls sind.“
Die Angst vor dem Unbekannten anderer Dimensionen, das Grauen vor den kosmischen Finsternissen, betrifft nicht nur Kinder, die sich immer vor der Dunkelheit fürchten, sondern jeden, der bereit ist, sich für die „vererbten Impulse“ zu öffnen. Er wird erzittern, sobald er an die verborgenen Welten denkt, die „in den Abgründen zwischen den Sternen pulsieren.“

## Besonderheiten
Zu Lebzeiten Lovecrafts wurde das Werk noch in zwei Anthologien Christine Campbells veröffentlicht, 1929 in By Daylight Only sowie 1937 in Not at Night Omnibus.
Einige Aussagen des Malers Pickman entsprechen ästhetischen Prinzipien Lovecrafts, die er auch in theoretischen Schriften formulierte. So weist Giorgio Manganelli darauf hin, dass Pickman es als seine Aufgabe betrachte, „die Nuancen der menschlichen Psyche sichtbar zu machen“ und der Erzähler ihn für einen „fast wissenschaftlich vorgehende(n) Realist(en)“ hält.
Das Viertel von North End gehört zu einer für Lovecraft typischen Örtlichkeit, die auch in anderen Erzählungen eine Rolle spielt – so in der Die Musik des Erich Zann – und es dem jeweiligen Erzähler nicht gestattet, sich an die genaue Adresse zu erinnern. Der Raum, in dem sich die Handlung der Geschichten vollzieht, gehört für Lovecraft zu den wichtigsten Mitteln, das Gefühl des Unheimlichen zu erzeugen. Ihm gelingt dies, indem er eigenartige geometrische oder räumliche Proportionen andeutet, die der Gewohnheit, ja den Naturgesetzen zu widersprechen scheinen. Wenn der Boden der Realität langsam schwindet oder sich fremde Dimensionen öffnen, können Angst und Grauen emporsteigen. Lovecraft schilderte das verfallene Viertel und die verwinkelten Gassen sehr detailgetreu. Als er die Gegend etwas später besuchte, war er enttäuscht, dass ein Großteil des Stadtteils dem Erdboden gleichgemacht worden war, um Platz für modernere Gebäude zu schaffen. Seinem Freund Donald Wandrei beschrieb er, dass die verschlungene Gasse und das Haus seiner Kurzgeschichte zerstört worden seien. Er hatte somit ein wirkliches Haus vor Augen, als er seine Geschichte schrieb.

## Rezeption
Geht es um die literarische Qualität seiner Texte, werden neben Fragen des Subtextes und der eher flachen Charakterzeichnung vor allem solche des Stils aufgeworfen. Kritiker stören sich immer wieder an seinem auffälligen Gebrauch bestimmter Adjektive.
In der „Vereinigung“ mit dem Grauenvollen, das anfangs noch als widerlich geschildert wird, ist nach Ansicht Rein A. Zondergelds die erotische Komponente Lovecrafts spürbar, der ein gehemmter Eremit gewesen sei. Seiner Auffassung nach kann der häufig in „obsoleten Ausdrücken und Archaismen“ schwelgende Stil Lovecrafts nur in einigen guten Erzählungen überzeugen und lasse das Grauen oft ins Lächerliche umschlagen.
Jörg Drews räumt zwar die bisweilen fragwürdigen Konstruktionen vieler Geschichten ein, hält den Stil aber für unterhaltsam und zitiert aus Pickmans Modell. Wenn dort „hündische Wesen… mit der Beschaffenheit von zähem Schleim und grauem, warm zerfließenden Gummi“ in die irdische Realität eindringen, bleibe „kein Auge trocken.“
Nach Auffassung Fritz Leibers hingegen, der von „wissenschaftlich-realistischen“ Elementen spricht, hat sich der Stil Lovecrafts im Laufe der Zeit verändert. Während er sich in seinem Frühwerk einer wohltönenden lyrischen Prosa bedient und Adjektive „nahezu byzantinisch“ verwendet habe, sei er später zu einer neutraleren Darstellungsweise übergegangen, wenn er auch die Neigung, das Geschehen auf diese Weise plastisch auszumalen, nie völlig überwunden habe.
Frank Belknap Long, ein enger Freund Lovecrafts und Kenner des Œuvres, hält Pickmans Modell für seine überzeugendste Erzählung. Der sonst präsente mythologische Hintergrund des kosmischen Grauens ist für ihn undeutlicher als in den sonstigen Werken, die Monster hätten eine andere, an die Sphäre von Frankenstein erinnernde Qualität. Auch Sunand Tryambak Joshi und David E. Schultz erklären in ihrer Lovecraft-Enzyklopädie, dass die von Thurber erwähnten ästhetischen Prinzipien denen Lovecrafts entsprechen. Für den Erzähler der Geschichte kann einzig der begabte Künstler diejenigen Proportionen und Farben der Oberflächen treffen, welche die latenten Instinkte des Betrachters ansprechen und schlafende Gefühle der Fremdheit oder verdrängte Erinnerungen des Schreckens in ihm wecken.
Für Giorgio Manganelli geht es in der Erzählung weniger um das Grauen selbst, als um die Frage, wie es eingesetzt werden kann, um ein Kunstwerk zu schaffen. Die Technik von „Lovecrafts Poetik des Grauens“ bestehe darin, die „verderbten“ Gewaltvisionen und die „Perspektive der Hölle“ mit eisig-realistischer Genauigkeit zu schildern. Manganelli charakterisiert Lovecraft als einen genau und lebensnah vorgehenden Realisten, der eine ambitionierte, vielleicht vermessene Poetik des Grauens verfolge. Lovecraft wolle kein Visionär sein, sondern ein „Chronist des Grauens“, der die Monster mit kristallener Klarheit beschreibe. Manifestiert sich das Grauen hingegen am Ende der Erzählung langsam oder plötzlich, sei der Schriftsteller verpflichtet, es in seiner Unförmigkeit zu beschreiben. Wenn Lovecraft nun diese Bilder berührt, verzichte er auf die wissenschaftliche Genauigkeit und werde zum „sinnlichen Instrument der Vision. Dann beschreibt er das einzige unförmige Monster, mit dem er von Grund auf Erfahrung hat, sich selbst.“

## Textausgaben (Auswahl)
Englisch:
- Weird Tales. Oktober 1927
- Weird Tales. November 1936
- The Outsider and Others. Arkham House, 1939
- The Dunwich Horror and Others. Arkham House, 1984
- More Annotated H.P. Lovecraft. 1999
- The Thing on the Doorstep and Other Weird Stories. Penguin Modern Classics, 2001

Deutsch:
- Cthulhu Geistergeschichten. Deutsch von H.C. Artmann. Band 19 der Phantastischen Bibliothek, Frankfurt am Main 1972
- Luther’s Grusel Magazin.  Band 9